# Conservazione e restauro degli orologi

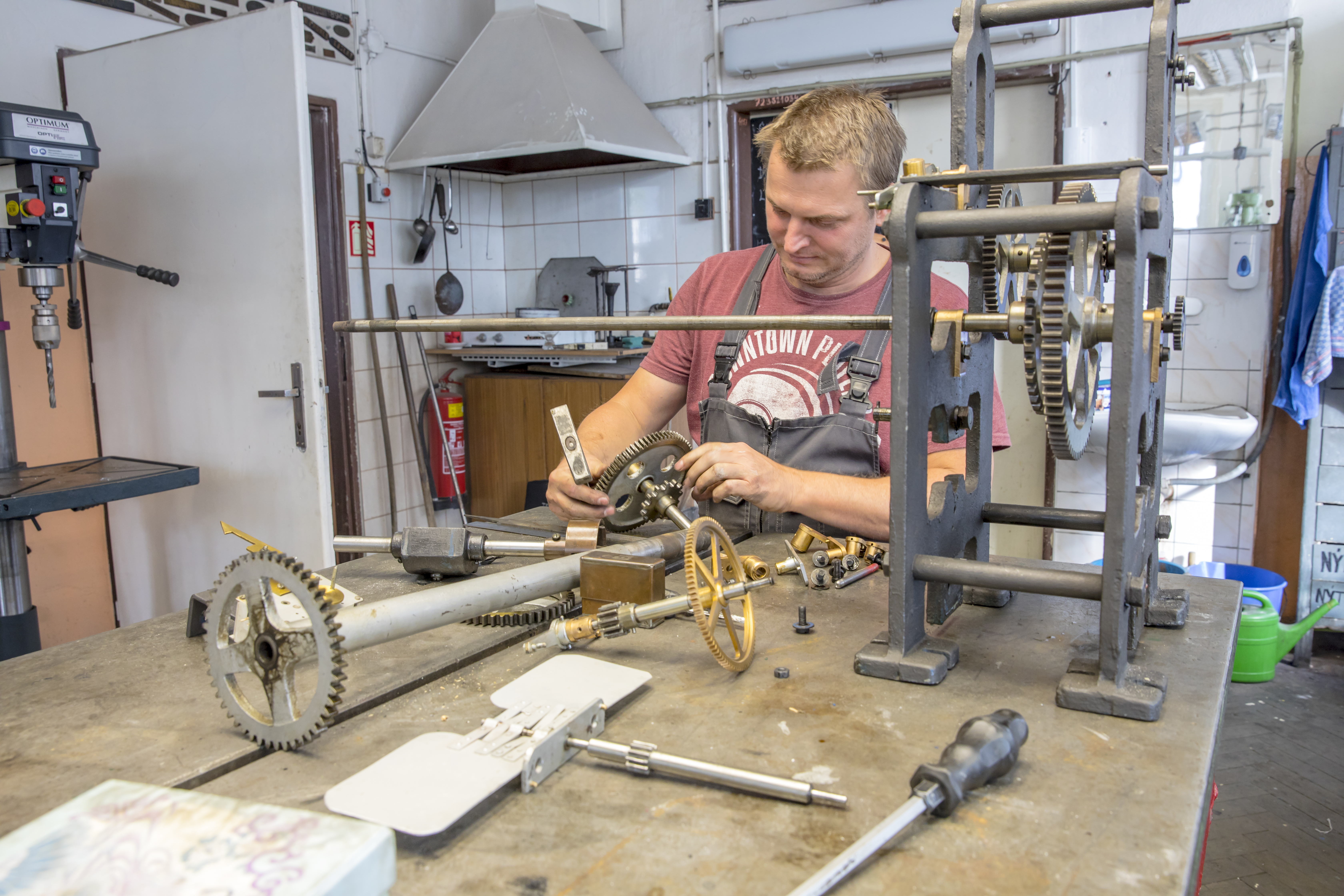
Conservazione dell'orologio del Municipio della Città Vecchia a Praga.

La conservazione e il restauro degli orologi si riferisce alla cura prestata agli aspetti fisici e funzionali dei dispositivi di misurazione del tempo dotati di "lancette in movimento sul quadrante" esclusivi degli orologi. La cura degli orologi implica la regolazione dell'ambiente esterno, la pulizia, l'avvolgimento, la lubrificazione, la disinfestazione e la riparazione o sostituzione di componenti meccanici ed estetici per preservare o raggiungere lo stato desiderato specificato dal proprietario. I materiali utilizzati e la complessità del meccanismo giustificano il completamento dell'opera da parte di un conservatore orologiero.

## Conservazione e restauro
Quando un orologio (soprattutto se antico e/o storico) manifesta problemi nel funzionamento e/o a livello estetico, i conservatori esperti possono intraprendere azioni interventive, con un trattamento che varia a seconda del tipo di orologio e della situazione.

### Storia della conservazione dell'orologeria

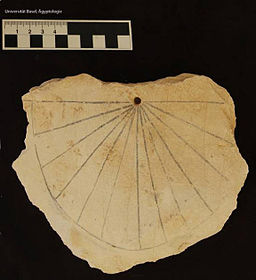
La meridiana più antica del mondo, proveniente dalla Valle dei Re in Egitto (1500 a.C. circa), Università di Basilea.

La storia della conservazione degli orologi risale ai tempi antichi. L'orologeria, lo studio della misurazione del tempo, risale al 1450 a.C., "quando gli antichi egizi osservarono per la prima volta i ritmi circadiani naturali della terra (Meadows, C., (nd)." Alcuni esempi di strumenti utilizzati per misurare il tempo includono: orologi, meridiane, clessidre, registratori di tempo e orologi atomici. La conservazione orologiera è la scienza e l'arte di preservare gli orologi per collegare l'umanità con la storia e il patrimonio che questo tipo di oggetti testimoniano.

### Conservatori
Un conservatore specializzato nella cura degli orologi avrà le qualifiche e la formazione per trattare adeguatamente un orologio con i mezzi per "[...] non compromettere totalmente il valore storico dell'oggetto [...]." I conservatori si affidano a un sistema di esame, documentazione e ricerca prima del trattamento in modo che venga ricevuto un trattamento adeguato, poiché "A volte l'unico modo per comprendere la storia dettagliata, le stranezze e le eccentricità specifiche comuni a un particolare orologio è quello di studiarlo per ricavarne quante più informazioni possibili [...]." Oltre a individuare i problemi e fornire assistenza a un orologio bisognoso di manutenzione, i conservatori sono anche in grado di impartire conoscenze su procedure come la carica dell'orologio a proprietari di orologi mal informati in modo da evitare futuri danni dovuti a errori umani.
I conservatori sono incoraggiati a usare moderazione durante il restauro degli oggetti in questione a causa di preoccupazioni etiche e ad effettuare solo le riparazioni necessarie piuttosto che alterare l'aspetto degli orologi per preferenze estetiche. Un'eccezione a questo dilemma è la conservazione eseguita al fine di correggere trattamenti precedenti, che studi e indagini hanno dimostrato essere sforzi disonesti o mal concepiti che hanno allontanato ulteriormente un oggetto dalla sua forma originale.

## Conservazione preventiva
La conservazione preventiva prevede la corretta gestione, la creazione e il mantenimento di ambienti di stoccaggio ed esposizione adeguati e una manutenzione regolare per evitare che si verifichino problemi che influiscano sulla sostenibilità di un orologio. Tali controlli possono prolungare la vita di un orologio.

### Gestione corretta
La manipolazione è potenzialmente una delle principali fonti di danno per qualsiasi elemento del patrimonio culturale. Qualsiasi manipolazione di un oggetto dovrebbe essere pianificata in anticipo e richiede alcune precauzioni. Alcune misure adottate da un gestore dell'orologio possono prevenire situazioni che potrebbero causare danni.
Le aree di lavoro devono essere pulite e organizzate in modo da garantire la sicurezza dell'orologio: protette dai furti, ordinate, prive di qualsiasi possibilità che l'orologio possa essere urtato, spintonato o spostato inutilmente.
Indossare "[...] guanti di cotone o nitrile quando si maneggiano le parti metalliche dell'orologio" può limitare le opportunità di trasferimento di contaminanti dalle lancette alle superfici dell'orologio.
Oggetti ingombranti come gioielli e indumenti larghi come sciarpe o grandi giacche indossati da un manipolatore d'arte possono potenzialmente entrare in contatto con un orologio e danneggiarlo. La rimozione di questi elementi prima di maneggiarlo può ridurre il rischio di danni.
I danni al pendolo durante la movimentazione dell'orologio possono essere prevenuti rimuovendo il pendolo stesso o fissandolo all'interno dell'orologio tramite un fermo o un'imbottitura prima dello spostamento. Ciò può anche prevenire danni ad altri componenti interni.
Quando si sposta o si maneggia un "orologio a pesi, è consigliabile attendere che l'orologio si sia scaricato prima di riposizionarlo. Una volta che ha smesso di funzionare, rimuovere con attenzione i pesi e il pendolo". 
Un orologio "[...] dovrebbe sempre essere afferrato nella sua parte più robusta" e spostato da un luogo all'altro sul retro.
La correlazione tra le dimensioni di un orologio e il numero di persone che lo muovono può garantire la sicurezza di esso. Un piccolo orologio da caminetto, ad esempio, può richiedere solo un traslocatore, mentre un orologio alto può richiedere un numero maggiore di traslocatori per trasportarlo in sicurezza in un'altra posizione.

### Conservazione ed esposizione corrette

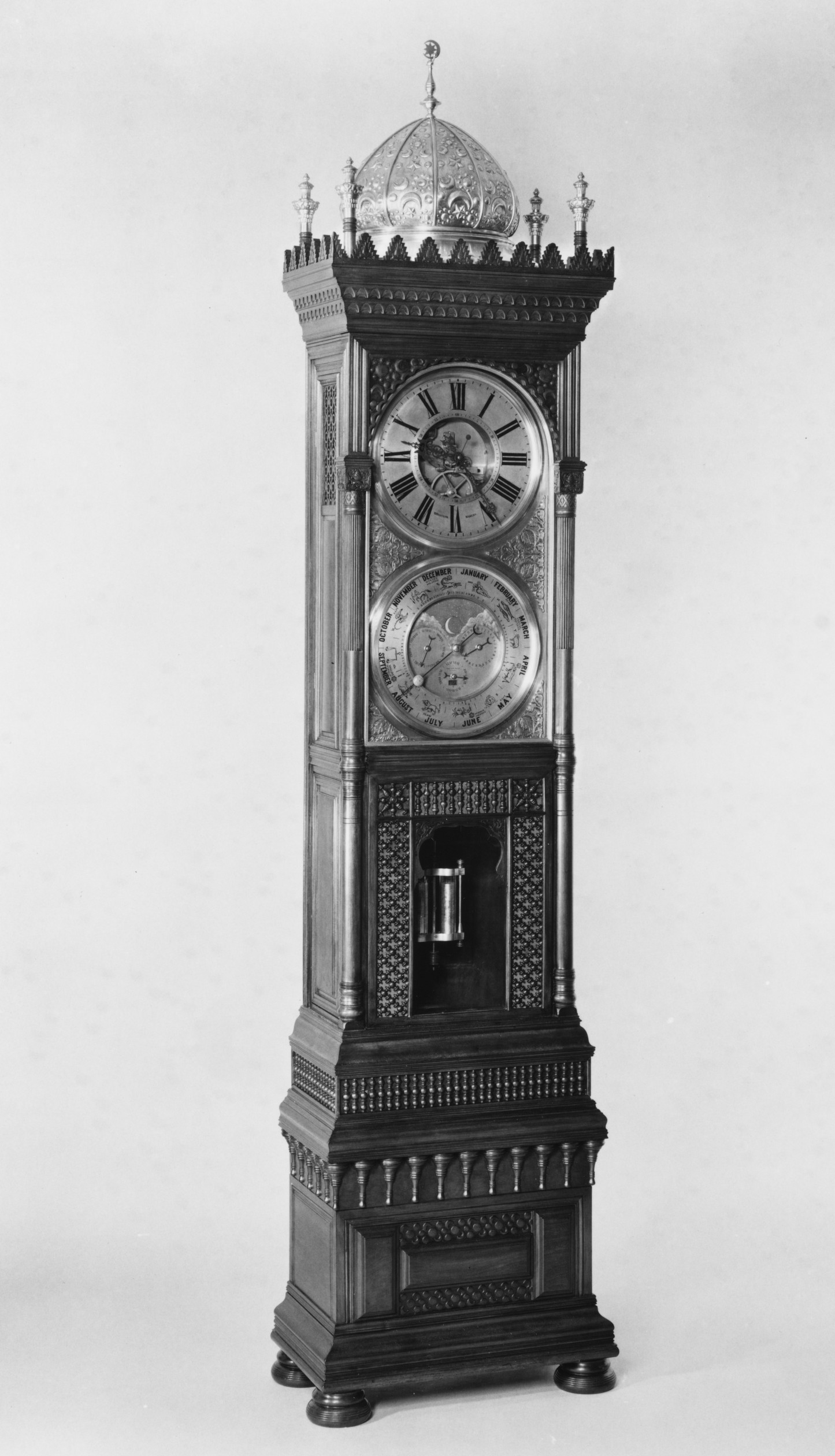
XIX sec. Foto dell'orologio Tiffany Longcase donata dal Met

Meccanismi di conservazione ed esposizione adeguate possono funzionare per garantire la sicurezza di un orologio. Per ragioni meccaniche e di sicurezza, i conservatori fissano saldamente gli orologi a cassa lunga e gli orologi da parete al muro per evitare incidenti e garantire il corretto funzionamento dell'area degli orologi. L'uso di una superficie solida e robusta quando si conserva o si espone un orologio può impedirne la caduta su una superficie dura. Un orologio da parete, ad esempio, necessita di un fissaggio sicuro "[...] alla parete per evitare incidenti e per farli funzionare correttamente". Le casse degli orologi, disponibili in molti materiali diversi, richiedono di per sé una considerazione e un trattamento speciali. I conservatori consigliano inoltre di non esporre l'orologio a fonti di calore di alcun tipo, inclusa la forte luce solare o una mensola sopra un fuoco acceso (come nel caso di caminetti e stufe a legna), poiché ciò può causare danni alle casse e ai movimenti. 
L'illuminazione sensibile al movimento e l'uso di sorgenti luminose non dirette possono limitare la quantità di luce e calore sopportati da un orologio, entrambi causa di danni. Un ambiente pulito può eliminare la possibilità che contaminanti pericolosi entrino in contatto con l'orologio. Un sistema HVAC può aggiungere un ulteriore livello di sicurezza rimuovendo tali contaminanti dall’aria.

#### Livelli corretti di umidità e temperatura
L'umidità e la temperatura dell'ambiente in cui l'orologio viene esposto o conservato possono influire negativamente sulle sue condizioni. I danni possono essere evitati mantenendo determinati livelli di umidità e temperatura all'interno dell'ambiente dell'orologio, a seconda dei materiali con cui è costruito.
A. Orologi in legno
Gli intervalli di umidità e temperatura ideali per gli orologi con cassa in legno variano a seconda della stagione. In estate è adatto un ambiente con una temperatura compresa tra 21 e 23° C e un'umidità relativa compresa tra il 40% e il 60%. Durante l'inverno, un ambiente con una temperatura di 21° C e un'umidità relativa compresa tra il 35% e il 50% è ottimale.
B. Orologi in metallo
Gli orologi le cui casse sono in metallo funzionano bene in un ambiente con una temperatura di 20° C e un'umidità relativa del 30%.

#### Orologi in movimento e esposizione statica

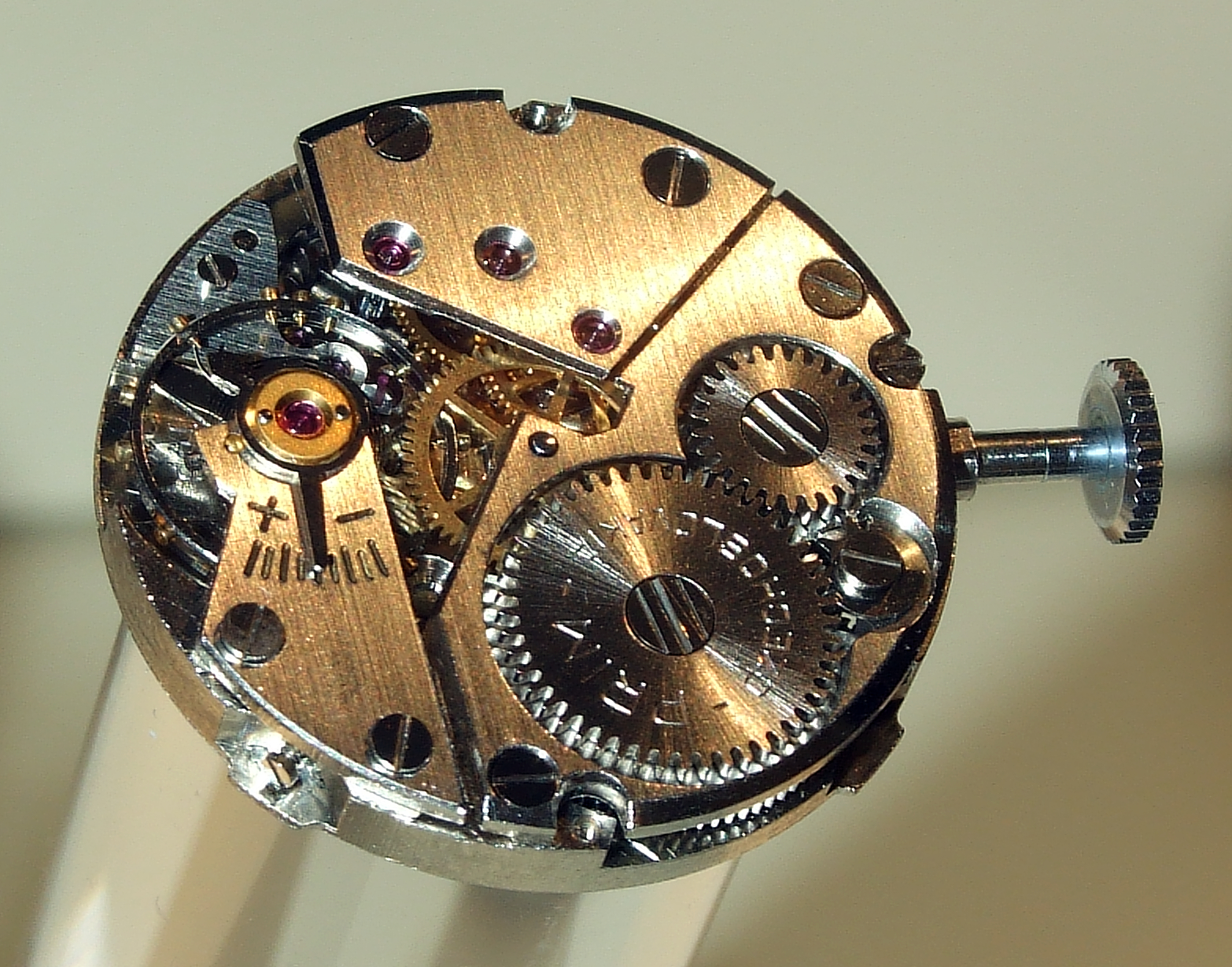
La meccanica all'interno di un orologio

Gli orologi possono essere semplici oggetti di esposizione se non è necessario che funzionino. Ciò riduce la forza fisica sull'orologio. Considerando che "il funzionamento di qualsiasi oggetto funzionale comporterà usura e manipolazione, il che contribuisce al degrado delle parti. La sostituzione del funzionamento interno di un orologio richiede comunque una manipolazione, che potrebbe potenzialmente danneggiarlo. È importante notare che la conservazione di un oggetto non funzionante orologio funzionale è molto meno invasivo (più economico!) e la protezione preventiva contro la corrosione e i rischi ambientali è la principale preoccupazione per la sua stabilizzazione e cura.[viii] Forse la soluzione meno invasiva per mettere in risalto un orologio funzionale sarebbe quella di acquistare un orologio replicato e memorizzare l'originale". Gli orologi in funzione richiedono anche il caricamento, il che aumenta l'usura degli ingranaggi e porta a una maggiore maneggevolezza dell'oggetto. 

### Manutenzione regolare dell'orologio
La manutenzione regolare di un orologio può garantirne la conservazione a lungo termine. Gli esperti di conservazione consigliano che gli orologi debbano essere sottoposti a regolare manutenzione. Un orologio è un complesso congegno meccanico costituito da una varietà di materiali e con molte piccole parti mobili. Anche in condizioni perfette i lubrificanti si deteriorano. Gli orologi dovrebbero essere esaminati e lubrificati nuovamente ogni tre anni. Dopo cinque anni, e certamente non più di otto, si consiglia di smontare e "pulire" l'intero movimento se si vuole evitare un'usura eccessiva e costose manutenzioni.
L'ispezione visiva può determinare se un orologio deve essere pulito e/o lubrificato, se esistono segni di infestazione e/o danni e se un orologio deve essere caricato e/o impostato sull'ora corretta.
Una manutenzione regolare vale anche per l'ambiente circostante l'orologio per garantire che siano presenti le corrette condizioni di conservazione.
A. Pulizia, lucidatura e lubrificazione
La regolare spolveratura della superficie dell'orologio può impedire la possibilità di corrosione o abrasione a causa dell'accumulo di polvere. Va precisato che tale pulizia superficiale può anche comportare una perdita di informazioni sulla storia di un orologio, poiché "[...] vari depositi di "sporco" o "sale" possono fornire indizi preziosi su un oggetto passato [...]." La perdita di funzionalità dell'orologio dovuta all'usura del meccanismo può essere evitata mediante la regolare pulizia, lucidatura e lubrificazione del meccanismo eseguita da un professionista qualificato. Nell'eseguire tale manutenzione, un professionista smonterà il meccanismo in modo che possa essere esaminato attentamente "[...] per parti usurate o rotte, molle affaticate e accumuli di sporco o olio".
La pulizia degli orologi è costituita da più passaggi, che possono o meno essere eseguiti come parte di un piano di trattamento: lavaggio, ultrasuoni, risciacquo, asciugatura, lucidatura, rifinitura, spazzolatura con gesso e ancoraggio. A questo punto, qualora la pulizia fosse l'unico trattamento impiegato, i pezzi potrebbero essere rimontati con adeguata lubrificazione; tuttavia, a seconda del tipo di orologio, i pezzi potrebbero anche essere preparati per ulteriori trattamenti alle varie parti quali meccanismi, telai, ruote, perni, molle, viti e filettature, scappamenti, molle del bilanciere, pendoli, ecc.
B. Avvolgimento e ambientazione
Per funzionare come cronometri e per prevenire danni al meccanismo, gli orologi devono essere caricati regolarmente. Un programma stabilito elimina il rischio di una carica eccessiva. Tradizionalmente, il compito di caricare gli orologi veniva affidato a un orologiaio o a una persona addestrata. La carica doveva essere eseguita in determinati momenti della giornata, idealmente quando la temperatura era giusta e la stanza vuota. Ogni orologio aveva le sue chiavi, porte e complessità uniche all'interno dei meccanismi." L'avvolgimento regolare può anche garantire che il meccanismo dell'orologio funzioni ancora. Per impostare l'ora corretta, la lancetta dei minuti viene ruotata in senso orario sull'ora desiderata.
Quando si imposta un orologio con le lancette, bisognerebbe spostare manualmente la lancetta delle ore o dei secondi anziché quella dei minuti poiché impostare l'ora può essere dannoso, così come la rotazione della lancetta in senso antiorario. Anche lo spostamento avanti della lancetta dei minuti di diverse ore durante l'impostazione dell'ora può causare danni al meccanismo dell'orologio. Per questo motivo "piuttosto che girare le lancette in avanti per diverse ore è meglio fermare l'orologio e farlo ripartire quando l'ora corrisponde a quella sul quadrante".

## Agenti di deterioramento
I danni possono verificarsi attraverso una varietà di meccanismi, oppure per cause umane o naturali. Gli agenti di deterioramento (AOD - Agents of Deterioration) sono le dieci categorie principali di minacce ai beni del patrimonio artistico e culturale. Questi agenti di deterioramento possono verificarsi mentre un oggetto è in deposito, esposto, in fase di conservazione o durante la sua manipolazione o il suo trasporto. 

### Forza fisica
La forza fisica è qualsiasi impatto, shock, vibrazione, pressione o abrasione che provoca danni a un oggetto. Il danno da forza fisica si verifica comunemente quando si maneggia l'oggetto. Qualsiasi forza fisica eccessiva romperà, danneggerà, scheggerà la cornice dell'orologio o frantumerà facilmente il vetro dell'oggetto.
Gli orologi sono oggetti funzionali complessi; molti hanno parti di lavoro mobili. Qualsiasi forza fisica eccessiva può danneggiare i meccanismi interni dell'orologio che sono fondamentali per il suo funzionamento. Più comunemente, questi delicati meccanismi interni sono in metallo, ma gli orologi possono essere realizzati con qualsiasi materiale, dal legno ai metalli preziosi come argento e oro. Possono avere intarsi in smalto o delicati intagli ed essere di varie dimensioni, dai piccoli orologi ai grandi orologi a pendolo o alle torri dell'orologio. Quando un orologio è custodito da un'istituzione professionale come un museo, barriere adeguate e una sicurezza monitorata degli orologi riducono notevolmente questo rischio. Alcune fonti comuni di danni fisici agli orologi sono:
A. Cattiva gestione
L'incapacità di un manipolatore d'arte di rimuovere oggetti come gioielli o articoli di abbigliamento come le sciarpe dalla propria persona può far sì che questi oggetti colpiscano la superficie di un orologio. Un manipolatore d'arte che usa le mani nude per toccare o trasportare un orologio lo espone a contaminanti, lasciando "segni sgradevoli e potenzialmente dannosi". Un manipolatore d'arte che sceglie di trascinare un grande orologio piuttosto che sollevarlo"[...] può sottoporre a stress le gambe e i piedi di esso". Sollevare un orologio tramite false maniglie o componenti non robusti può causare il distacco di queste parti dall'orologio, con conseguente potenziale caduta e rottura su una superficie.
B. Avvolgimento eccessivo o impostazione errata delle lancette
Procedure inadeguate di carica e impostazione delle lancette dell'orologio possono causare gravi danni ai componenti. L'uso di una chiave inappropriata per caricare un orologio è una di queste procedure improprie. Anche il modo in cui un orologio viene caricato è importante, poiché "[...] danni considerevoli e potenzialmente costosi possono essere causati se non si carica delicatamente e in modo costante", così come girando troppe volte la chiave.
C. Memoria o display instabile
Ambienti di conservazione ed esposizione inadeguati mettono a rischio lo stato dell'orologio. Il posizionamento di un orologio su una superficie instabile o un montaggio non sicuro su una parete può causare la caduta di esso in caso di vibrazioni esterne o incidenti causati da chi lo sta maneggiando.

### Furti e atti vandalici
Alcuni orologi sono costruiti con materiali preziosi che sono fonte di tentativi di furto. Possono essere abbastanza piccoli da poter essere rubati facilmente. Sebbene si tratti di una preoccupazione minima per la maggior parte degli orologi in legno, poiché raramente vengono rubati in un furto con scasso, un orologio storico di valore può essere più suscettibile al furto.
Per quanto riguarda gli atti vandalici, qualsiasi luogo pubblico corre il rischio che qualsiasi oggetto venga vandalizzato. Se un orologio è esposto in un luogo che non dispone di vetrine convenzionali, ad esempio, gli orologi di grandi dimensioni potrebbero essere soggetti ad atti vandalici. Nel caso degli orologi in legno, tagliare il legno, rompere il vetro o fare graffiti sarebbero i problemi più comuni per un’istituzione pubblica. Negli istituti professionali sono solitamente richiesti un'elevata sicurezza, telecamere e ispezioni dopo che la folla se ne va nel momento in cui tale istituzione raggiunge l'orario di chiusura, soprattutto per gli orologi antichi molto ambiti.

### Dissociazione
L'agente dissociativo del deterioramento si riferisce alla separazione o perdita di singole parti di un oggetto. Ciò è possibile negli orologi, soprattutto durante la pulizia o la manutenzione quando l'orologio deve essere smontato. "Gli orologi possono essere costituiti fino a cinquecento singoli componenti", quindi la conservazione preventiva può essere complessa per questi oggetti. Uno qualsiasi di questi componenti può andare perso o smarrito, con conseguenti danni all'oggetto nel suo insieme. Se la parte è critica, l'orologio potrebbe non funzionare più.

### Umidità relativa errata
La varietà dei materiali utilizzati negli orologi può essere sensibile alle fluttuazioni di umidità. "È necessario mantenere un'umidità relativa e una temperatura stabili e adeguate per evitare che le parti si arrugginiscano, corrodano, scuriscano l'argento e i lubrificanti si secchino". I cambiamenti nell'umidità relativa possono causare l'espansione o la contrazione degli orologi in legno. L'umidità fluttuante porta a rigonfiamenti e restringimenti che possono "allentare le giunture dei componenti organici". Quando i cambiamenti di umidità provocano l'espansione e il contatto delle parti in legno dell'orologio, i componenti inorganici dell'orologio rimangono fissi, provocando una tensione all'interno dell'oggetto. Ciò è particolarmente un problema se il legno si deforma e crea un punto di pressione contro i meccanismi interni inorganici.
Un'umidità troppo elevata può deformare i materiali organici o corrodere i metalli presenti negli orologi. L'elevata umidità può causare deformazioni, marciume e crescita di muffe o funghi in un orologio in legno e può corrodere i componenti metallici. I rivestimenti in vetro possono anche intrappolare l'umidità all'interno della macchina creando un ambiente privilegiato per la crescita e l'accumulo di muffe o ruggine, un altro agente di deterioramento noto come "inquinante". 

### Temperatura errata
La temperatura di un dato ambiente può svolgere un ruolo diretto nel deterioramento dell'orologio. "[...] temperature e umidità estreme" possono causare cambiamenti drastici nei materiali di cui è fatto un orologio, portando inevitabilmente a danni. Il posizionamento di un orologio, ad esempio, vicino a "una fonte di calore di qualsiasi tipo, inclusa una forte luce solare o una mensola sopra un fuoco funzionante [...] può causare danni alle casse e ai movimenti". In alcuni casi, il calore del fuoco contribuisce a un deterioramento più rapido degli orologi da camino. 
Gli orologi, indipendentemente dai materiali di cui sono fatti, sono soggetti a danni dovuti a temperature errate. Come la luce, una temperatura troppo elevata può causare indebolimento, scolorimento e/o disintegrazione dei materiali organici. 
Con gli orologi in legno, la temperatura è fondamentale per la conservazione e la preservazione. Il calore estremo e la temperatura gelida danneggeranno in modo significativo la superficie del legno. Temperature errate o climi non controllati dei locali di stoccaggio possono causare un rapido deterioramento. Una temperatura errata provoca la dilatazione o la contrazione del legno.

### Parassiti

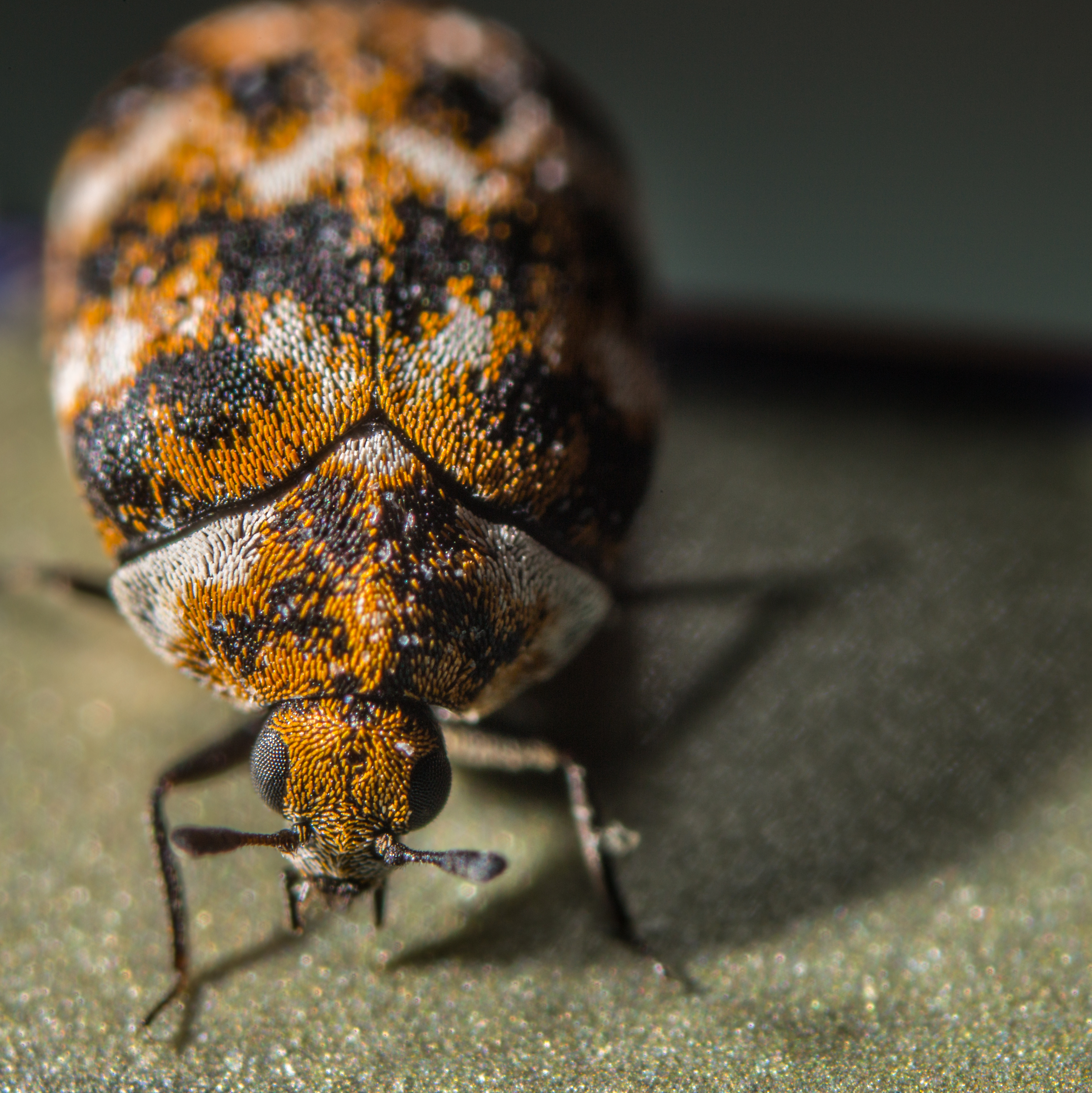
Immagine ravvicinata di un coleottero dei tappeti (Anthrenus verbasci)

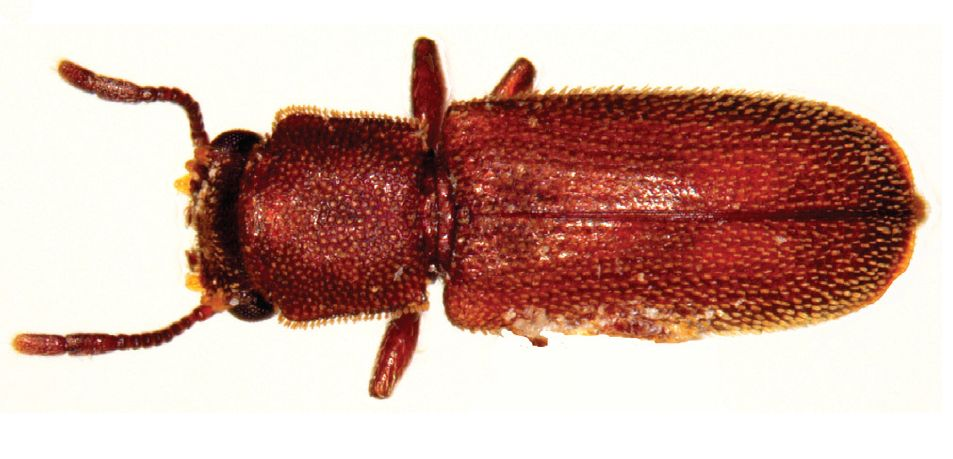
Scarabeo Powderpost (Lyctoxylon dentatum)

A seconda dei materiali di cui è fatto l'orologio, i parassiti potrebbero essere attratti da esso. Ciò è particolarmente vero per gli orologi in legno, poiché molti parassiti, roditori e insetti si nutrono di materiali organici. Gli insetti xilofagi possono infestare un orologio se è conservato in un ambiente che supporta l'attività degli insetti e consente loro l'accesso all'orologio stesso. 
Anche per gli orologi realizzati interamente in metallo, i ragni possono causare problemi perché "le loro tele attirano la polvere e possono intasare il movimento dell'orologio". 
I parassiti noti per infestare gli orologi sono attratti dai materiali organici con cui possono essere costruiti:
- Coleottero dei tappeti (Dermestidae) - Attratto dagli adesivi a base proteica talvolta utilizzati nella costruzione di orologi, e come tali "[...] si trova generalmente nelle falegnamerie e all'interno delle casse degli orologi".
- Scarabeo Powderpost (Lyctinae) - Attirato da qualsiasi materiale in legno con cui è costruito un orologio, è noto che pratica dei fori nel legno.

### Luce: infrarossa e ultravioletta
La sovraesposizione alla luce può avere un impatto sui materiali dell'orologio in diversi modi; molti dei materiali utilizzati negli orologi sono soggetti a danni dovuti alla luce, sia ultravioletta che infrarossa.
I danni visibili alla luce possono causare scolorimento e deterioramento. L'esposizione agli infrarossi può aumentare la temperatura del legno e ciò può causare una maggiore ossidazione, che può a sua volta causare danni alla superficie del legno e sviluppare segni irregolari.
La luce ultravioletta può causare indebolimento, scolorimento e/o disintegrazione di materiali organici come il legno. L'esposizione alla luce solare diretta (UV) per lunghi periodi di tempo danneggerà il legno deformandolo, scolorendolo, facendolo marcire e causando danni alla sua struttura. L'esposizione sia alla luce UV che a quella infrarossa può alterare, danneggiare o rovinare eventuali macchie o finiture di un orologio in legno.
Gli agenti luminosi di deterioramento possono essere associati ad agenti di deterioramento termici, a seconda della natura della sorgente luminosa. Il calore proveniente da una fonte di luce può anche causare lo scioglimento della vernice o della finitura sulla superficie di un orologio, rendendola appiccicosa e permettendo a contaminanti dannosi di attaccarcisi. Un'eccessiva esposizione alla luce può anche provocare modifiche al colore della finitura, nonché causare il deterioramento di essa"[...] con conseguente aspetto incrinato, fragile e/o producendo un "effetto pelle di alligatore"." 

### Inquinanti
Gli inquinanti sono tutti gli elementi che possono corrodere, degradare o alterare le condizioni di un oggetto. Prodotti chimici, fumo, particelle sospese nell'aria e gas sono tutti inquinanti che possono danneggiare un orologio. Di seguito sono riportati due esempi di questo tipo:
- La polvere è uno di questi contaminanti che si deposita sulla superficie di un orologio. Se non affrontato, l’accumulo di polvere può causare abrasione e corrosione. Polvere e altri abrasivi presenti nell'aria possono accumularsi all'interno degli orologi e ostacolare e logorare i loro meccanismi "la particella abrasiva si incastrerà nella parete portante e agirà come un pezzo di carta vetrata [...]." Le attività regolari dell'orologeria possono portano anche all'usura, poiché è noto che i lubrificanti si degradano nel tempo. Nel caso degli orologi esposti sopra i caminetti, questi abrasivi includono fuliggine.

- L'olio viene trasferito sulla superficie dell'orologio quando quest'ultimo viene maneggiato a mani nude. La presenza di olio su un orologio può causare danni, in particolare corrosione quando si toccano i componenti metallici.

Altri inquinanti possono causare ossidazione negli orologi in metallo. I detergenti utilizzati per rimuovere le sostanze nocive possono provocare una reazione chimica con i lubrificanti o i detergenti precedentemente utilizzati o con i materiali dell'orologio. Una pulizia eccessiva può "causare più problemi come l'essiccazione eccessiva dei cuscinetti e la rottura da tensocorrosione dell'ottone esposto alla soluzione di ammoniaca". I meccanismi all'interno degli orologi sono altamente sensibili a sostanze esterne come l'olio delle dita o la polvere, al punto che possono causare il malfunzionamento della macchina se entra nell'area sbagliata. Per i display statici, la funzionalità di un orologio non è sempre necessaria, ma limitare l'introduzione di materia organica attraverso una cattiva gestione eviterà un inutile decadimento nel corso della vita dell'orologio. Il legno utilizzato in molti orologi è molto poroso e assorbe facilmente gli elementi circostanti e compromette l'integrità del legno stesso. Le stanze ben sigillate e isolate mitigano i danni degli agenti inquinanti.

### Fuoco
Come la maggior parte degli oggetti storici, gli orologi sono altamente vulnerabili al fuoco. Non solo le fluttuazioni della temperatura sono dannose, ma la maggior parte degli orologi verrà danneggiata irreparabilmente se esposta al fuoco. Le braci vaganti di un camino possono rappresentare una potenziale minaccia per gli orologi da camino. Altre minacce possono essere fiamme libere, stufe a legna, stufe elettriche o luci pilota (una piccola fiamma di gas, solitamente gas naturale o gas di petrolio liquefatto, che funge da fonte di accensione per un bruciatore a gas più potente).
Molti orologi sono abbastanza piccoli da poter essere evacuati durante un'emergenza. I grandi orologi che appartengono a edifici, come le torri dell'orologio, potrebbero sopravvivere al fuoco e potrebbero essere restaurati.

### Acqua
I danni causati dall'acqua sono uno dei maggiori agenti di deterioramento per un orologio in legno; l'acqua deforma, gonfia e marcisce il legno. I componenti di molti orologi sono estremamente sensibili ai danni causati dall'acqua. A causa della complessità di questi oggetti, sono molto difficili da asciugare. Potrebbe essere estremamente difficile, a seconda della gravità del danno causato dall'acqua, riparare o riportare l'orologio alle sue condizioni originali. Recuperare il legno deformato o marcio può essere impegnativo e potrebbe essere necessario sostituire completamente il materiale danneggiato. I danni causati dall'acqua provocano anche la corrosione dei meccanismi interni dell'orologio.

## Tipi specifici di danni all'orologio
I danni possono colpire tutti i componenti e i materiali con cui può essere costruito un orologio.

### Danni al legno
A causa della sua natura porosa, il legno subisce notevoli danni a contatto con l'acqua. Quando l'umidità è elevata, l'acqua in eccesso nell'aria viene assorbita, con conseguente espansione del legno, mentre poca o nessuna acqua nell'aria quando l'umidità è bassa può causare il ritiro del legno stesso. Tali cambiamenti nelle caratteristiche del legno rispetto allo stato originale possono causare danni. I tipi di danni al legno dovuti alla bassa umidità includono "[...] crepe strutturali, sollevamenti di impiallacciature e intarsi, spazi vuoti nelle giunture e indebolimento degli adesivi". 

### Danni alle parti metalliche
Analogamente al legno, anche l’interazione con l’acqua può rivelarsi dannosa per il metallo. Quando i contaminanti entrano in contatto con il metallo, si combinano con l'umidità presente o la attirano su di esso. Questa "[...] combinazione con l'umidità può produrre corrosione". 

### Danni alla plastica

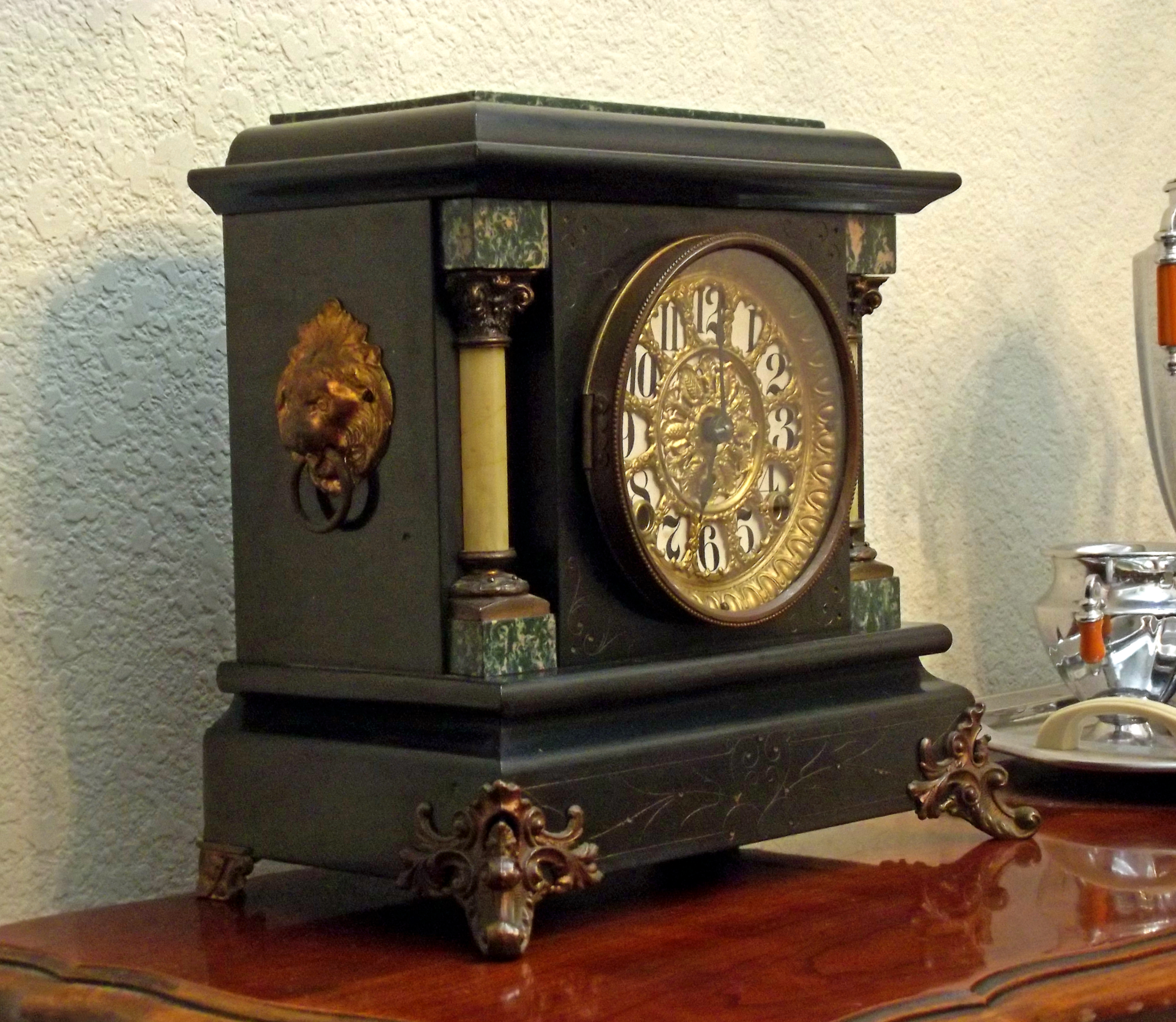
La "serpentina" e la "pietra" dei pilastri di questo orologio da mensola nero di Seth Thomas sono realizzate in celluloide incollata al legno. Copyright dell'immagine di proprietà di Mark James Miller.

Gli orologi moderni possono presentare casse, quadranti e meccanismi in plastica insieme a materiali più tradizionali, come metallo o legno. Poiché la plastica è stata creata nel XX secolo, i conservatori sono ancora oggetto di ricerca sui trattamenti conservativi. Poiché con il termine "plastica" copre un ampio spettro di materiali, dalla celluloide ai tecnopolimeri, esistono diverse reazioni ai fattori ambientali e agli agenti di deterioramento, rendendo gli orologi con casse o componenti in plastica suscettibili a sollecitazioni particolari e non del tutto ancora comprese. Ciò che è noto è che diversi tipi di plastica possono degradarsi rapidamente e inaspettatamente a causa del vizio intrinseco di alcuni polimeri. 
L'esposizione a illuminazione, umidità, acqua o solventi inadeguati può causare il deterioramento chimico della plastica con conseguenti reazioni come "una polvere bianca che 'fiorisce' sulla superficie di un oggetto, scolorimento, distorsione della forma dell'oggetto e forti odori indicatori di aceto, o naftalina", screpolature, crepe, depositi acidi e strutture superficiali appiccicose. 
Può essere difficile identificare facilmente la composizione chimica della plastica utilizzata per creare un oggetto, il che può rendere difficile la conservazione interventistica perché le potenziali reazioni ai trattamenti sono sconosciute. Pertanto, tattiche di conservazione preventiva simili a quelle utilizzate per gli oggetti organici sono il metodo principale per prendersi cura di oggetti realizzati con plastica, come gli orologi. 

### Danni alla finitura o alla vernice
Possono verificarsi danni alla finitura a seguito dell'uso di prodotti per la pulizia e/o lucidanti sulla superficie dell'orologio. Invece di svolgere il compito previsto di contribuire alla conservazione di un orologio, alcuni prodotti "possono effettivamente scurirsi o diventare opachi con l'età, risultando in una finitura scura, opaca e spesso irreparabile". Qualsiasi parola o immagine dipinta sulla superficie di un orologio può sbiadire o addirittura essere rimossa quando questi pezzi delicati vengono toccati ed esposti all'umidità delle mani.

### Danni agli interni o al meccanismo dell'orologio
I danni al meccanismo dell'orologio possono essere causati da un avvolgimento eccessivo, dall'interazione con contaminanti, da una lubrificazione sconsiderata e dal movimento quando un pendolo non è fissato prima che l'orologio venga spostato. Un pendolo che oscilla liberamente può essere esso stesso danneggiato e causare danni ad altri componenti interni durante tale movimento dell'orologio.

### Pulizia e lucidatura improprie
Molti detergenti e lucidanti contengono proprietà che "[...] hanno dimostrato di invecchiare male". Di conseguenza, l'uso di tali detergenti e lucidanti può rivelarsi dannoso. L'uso di prodotti detergenti a base di ammoniaca, ad esempio sui componenti in ottone degli orologi, può portare a una forma di danno irreversibile chiamata tensocorrosione. A seconda del tipo di metallo su cui viene utilizzata, una spazzola metallica utilizzata per applicare prodotti per la pulizia non solo può creare le condizioni adeguate per la corrosione, ma può "[...] rimuovere eventuali strati protettivi di ossido anche con un uso attento." 

### Lubrificazione impropria
I tentativi da parte di non professionisti di lubrificare o riparare il meccanismo dell'orologio possono causare gravi danni e la perdita della funzionalità di esso. Un lubrificante applicato senza prima pulire e lucidare il meccanismo per rimuovere il lubrificante precedente e i contaminanti può provocare usura anziché prevenirla. La combinazione del lubrificante appena applicato con il lubrificante precedente spesso provoca "[...] una reazione chimica indesiderata tra i due lubrificanti [...]." Una scelta imprudente del lubrificante può comportare l'uso di olio inappropriato o di "scarsa qualità" sul meccanismo dell'orologio, che "può diventare appiccicoso portando a problemi meccanici". L'inesperienza di un non professionista può anche portare "all'uso di troppo olio, o di olio nel posto sbagliato" durante i tentativi di lubrificare il meccanismo dell'orologio. L'applicazione di una quantità eccessiva di lubrificante può essere dannosa perché "[...] di solito provoca l'esaurimento della lubrificazione dal cuscinetto e, per azione capillare, il cuscinetto si secca"..

## Esempi

### Orologio della Pagoda dell'Abbazia di Anglesey
I conservatori orologiai del West Dean College erano responsabili del trattamento di un orologio a forma di pagoda del XVIII secolo inviato dalla storica casa dell'Abbazia di Anglesey dal National Trust for Places of Historic Interest or Natural Beauty. All'inizio del progetto, l'esame dell'orologio ha rivelato che "Gli automi e gli elementi dell'orologio sembrano funzionare, ma faticano, e la musica suona come se avesse bisogno di qualche lancetta in più per suonare la melodia". L'orologio è stato quindi smontato e si è prestata attenzione a documentare le informazioni su ciascuno degli oltre 600 componenti sia testualmente che fotograficamente, comprese le misurazioni e la posizione di ciascun componente all'interno dell'orologio. "Dopo l'esame, ciascun componente è stato pulito e asciugato, avvolto in un panno privo di acidi e conservato con il numero di catalogo."